# Nemogullmia
Die Nemogullmia sind eine Gattung weich beschalter, meeresbewohnender Protisten aus der Gruppe der Foraminiferen.

## Merkmale
Die Gehäuse sind frei oder die Tiere besiedeln leere Gehäuse anderer Foraminiferen oder Wurmröhren. Sie sind länglich, gerade oder zusammengerollt und 1,6 bis 19 Millimeter lang. Die glatte Gehäusewandung ist durchscheinend und weiß bis blassrot, gelegentlich mit vereinzelten, aus dem Sediment aufgenommenen Partikeln, gelegentlich mit periodischen Engstellen. An den Enden des Gehäuses werden zeitweise kleine Aperturen ausgebildet.
Das Zytoplasma ist durchscheinend und enthält feine Öltröpfchen und ein oder mehrere Zellkerne. Eine geschlechtliche Vermehrung erfolgt mittels biflagellater Gameten, die sich innerhalb des Gehäuses eines Gamonten mit einem Zellkern entwickeln. Während dieser Entwicklungszeit bleiben alle Aperturen geschlossen. Der Schizont weist einen Zellkern auf und vermehrt sich per Zellteilung.

## Systematik
Die Gattung wurde 1953 von K.G. Nyholm anhand von Exemplaren aus dem schwedischen Gullmarsfjord erstbeschrieben. Arten sind:
- Nemogullmia longevariabilis (Typusart)
- Nemogullmia variabilis

## Nachweise
- Alfred R. Loeblich, Jr., Helen Tappan: Foraminiferal genera and their classification, E-Book des Geological Survey Of Iran, 2005, Online